# Maison du Char d'Or
La Maison du Char d'Or est une maison de style baroque classicisant située au numéro 89 de la rue du Marché aux Herbes à Bruxelles, à côté de la Maison de la Lunette et à quelques dizaines de mètres de la Grand-Place.

## Historique
La Maison du Char d'Or fut construite en 1696 après la destruction du centre de Bruxelles causée par le bombardement de la ville par les troupes françaises commandées par le maréchal de Villeroy en août 1695.
Le pignon affichait autrefois le millésime de 1696.
Cette maison est donc strictement contemporaine des maisons de la Grand-Place.
À l'heure actuelle, le rez-de-chaussée est occupé par une taverne-restaurant.

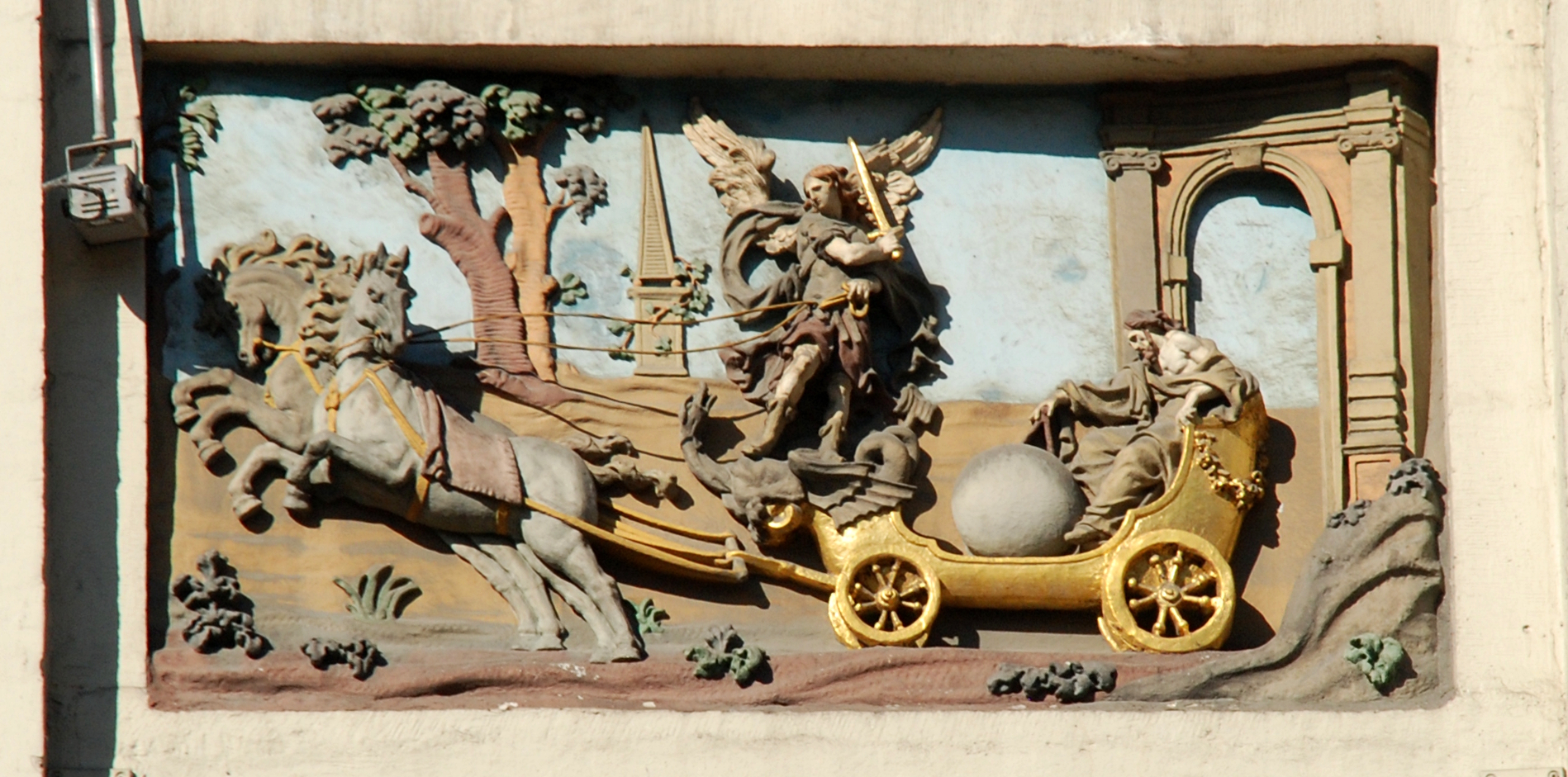
Le bas-relief du char d'or conduit par saint Michel.

## Statut patrimonial
Les maisons de la rue du Marché aux Herbes 87 à 111, dont la Maison du Char d'Or, font l'objet depuis le 20 septembre 2001 d'un classement comme « ensemble de maisons traditionnelles » sous la référence 2043-0544/0,.

## Architecture
La maison possède une façade de style baroque classicisant, de cinq travées, ce qui en fait une des façades baroques les plus larges de Bruxelles.
La façade, peinte en blanc, est constituée d'un rez-de-chaussée commercial, deux étages et un imposant pignon baroque.
Le rez-de-chaussée, occupé par une taverne, a été restauré au XXe siècle et doté de piliers qui s'intègrent harmonieusement à la façade baroque en prolongeant ses pilastres.
Le premier et le second étage sont réunis par des pilastres d'ordre colossal, qui confèrent à la façade un élan vertical.
Les étages sont percés de grandes fenêtres à meneaux de pierre et à allèges plates.
L'allège centrale du second étage est ornée d'un bas-relief représentant un char doré conduit par l'archange saint Michel entouré des représentations du Temps et de l'Espace,.
Les grands pilastres qui rythment la façade sont surmontés de chapiteaux ioniques, dorés qui supportent un large entablement à frise nue et corniche saillante.
La façade est couronnée par un large pignon baroque composé de deux registres,.
Le premier registre comporte trois fenêtres rectangulaires à meneaux séparées par des pilastres composites, supportant un entablement.
Le deuxième registre du pignon est constitué d'un fronton courbe percé d'un oculus ovale à clé et sommé d'un pinacle à volutes portant un vase de pierre,.

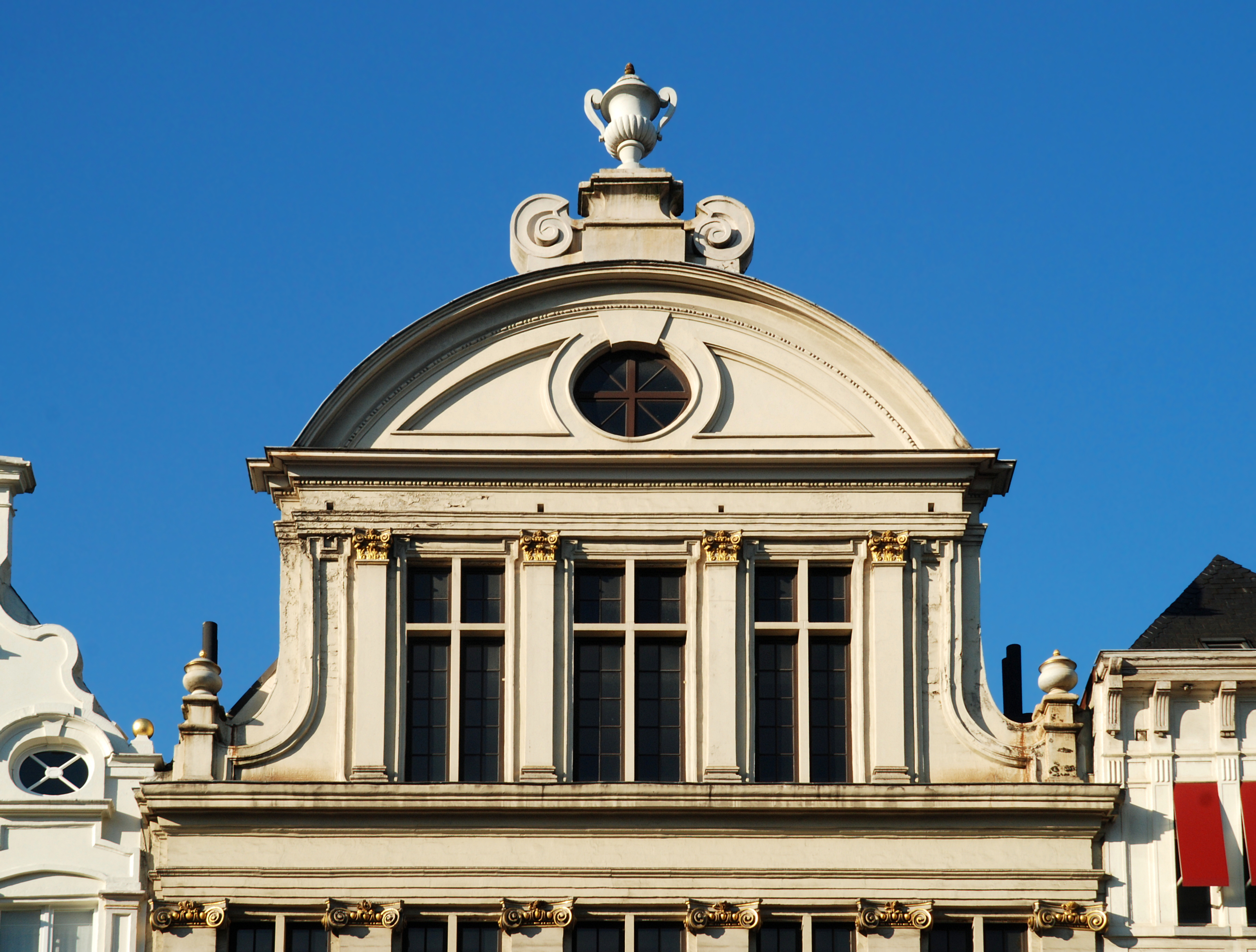
Le pignon baroque.
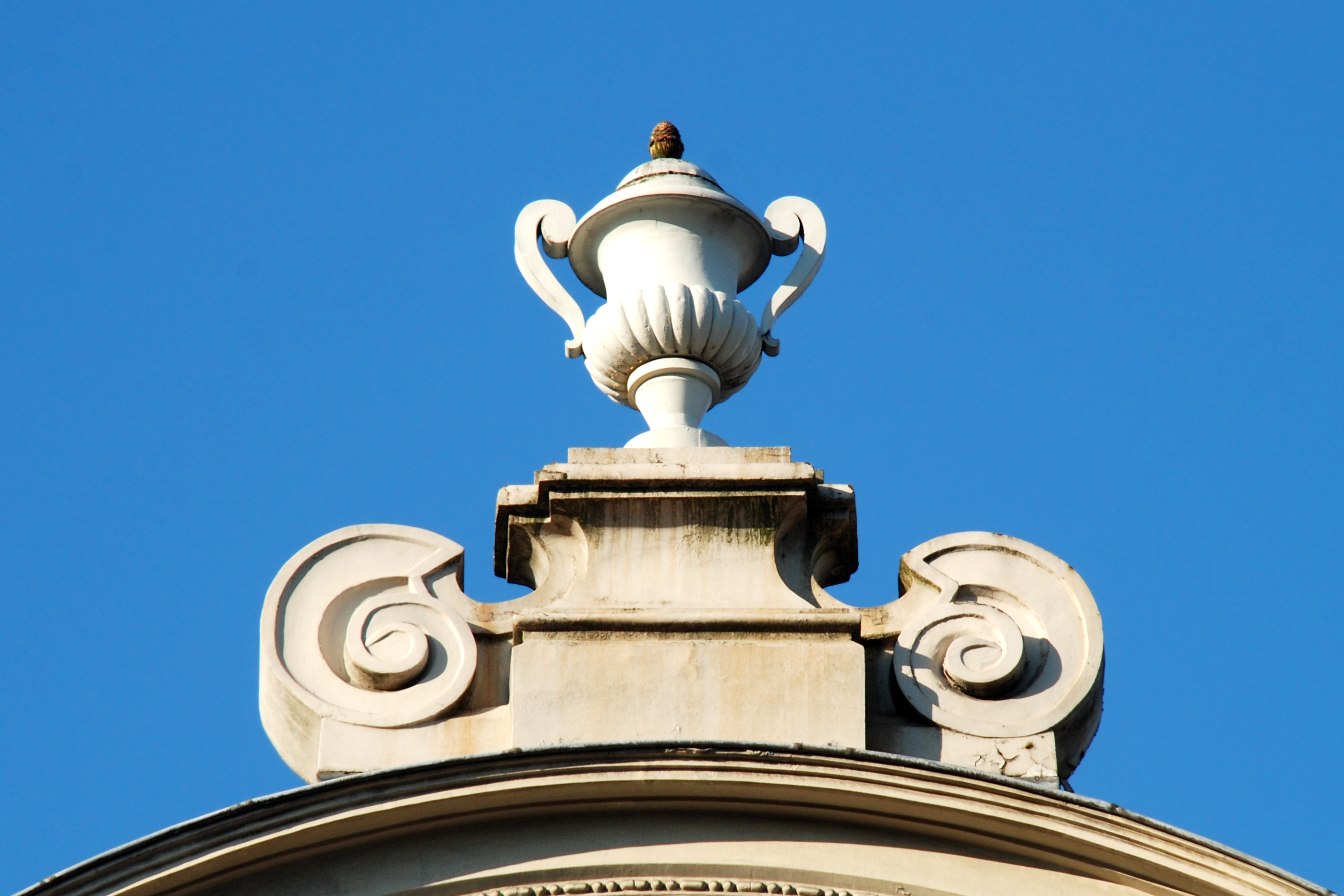
Le pinacle à volutes portant un vase de pierre.
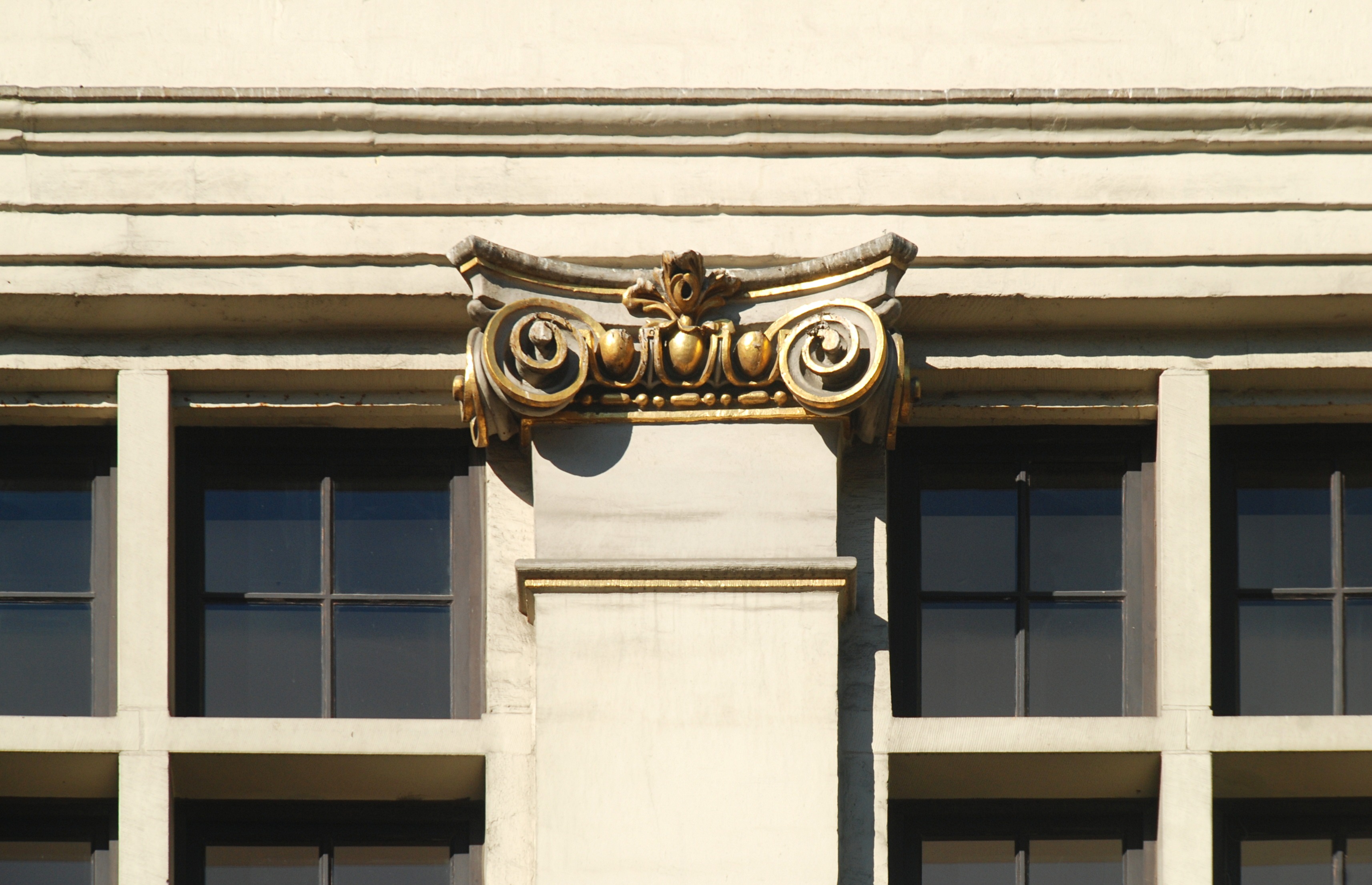
Chapiteau.

## Accessibilité
| ___ | Ce site est desservi par la station de métro : Gare Centrale. |